# سیارک ۵۳۴۳
سیارک ۵۳۴۳ (به انگلیسی: 5343 Ryzhov، نامگذاری:1977SG3) پنج هزار و سیصد و چهل و سومین سیارک کشف شده‌است که در ۲۳ سپتامبر ۱۹۷۷ کشف شد.
قدر مطلق سیارک برابر ۱۳٫۳۰ است.